# Leptosastra constellata
Leptosastra constellata är en svampdjursart som beskrevs av Topsent 1904. Leptosastra constellata ingår i släktet Leptosastra och familjen Hemiasterellidae. Inga underarter finns listade i Catalogue of Life.